# Hem-Lenglet
Pour les articles homonymes, voir Hem et Lenglet.
Hem-Lenglet est une commune française située dans le département du Nord, en région Hauts-de-France.

## Géographie

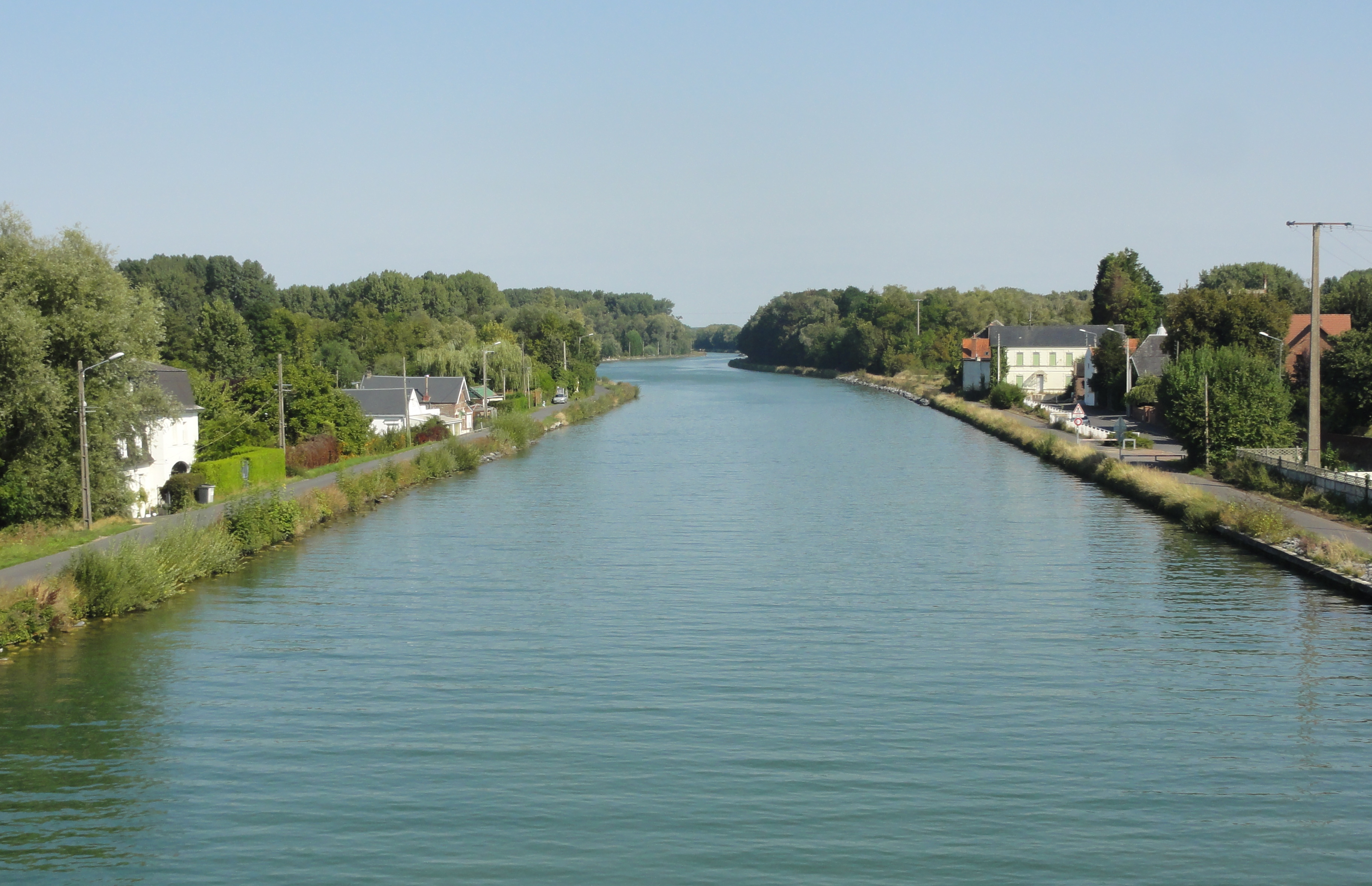
Le canal de la Sensée à Hem-Lenglet.

Commune située sur le canal de la Sensée, Hem-lenglet se situe au nord-ouest du Cambrésis. Au nord du village, au-delà de la Sensée commence l'Ostrevent.
À l'ouest se trouvent les collines de l'Artois et les plateaux de Picardie.
La commune fait partie de la région agricole de l'Artois-Cambrésis, de l'arrondissement de Cambrai, du canton de Cambrai Ouest. Elle se trouve à une dizaine de kilomètres de Cambrai.
Les communes riveraines sont Féchain, Fressies, Wasnes-au-Bac, Paillencourt, Abancourt, Bantigny.
La superficie d'Hem-Lenglet est de 494 ha.

### Communes limitrophes
| Féchain   |             | Wasnes-au-Bac |
| Fressies  | Hem-Lenglet | Paillencourt  |
| Abancourt |             | Bantigny      |

### Hydrographie

#### Réseau hydrographique
La commune est située dans le bassin Artois-Picardie. Elle est drainée par la rivière Sensée, le canal de la Sensée du confluent du canal du Nord au confluent de l'Escaut canalisé, le Ravin de Bantigny la Racine et un autre petit cours d'eau,.
La Sensée, d'une longueur de 20 km, prend sa source dans la commune de Arleux et se jette  dans l'Escaut canalisée à Bouchain, après avoir traversé douze communes. 
Le canal de la Sensée permet un lien entre le canal de Saint-Quentin au nord de Cambrai avec la Scarpe canalisée et le canal de la Deûle à Douai. 

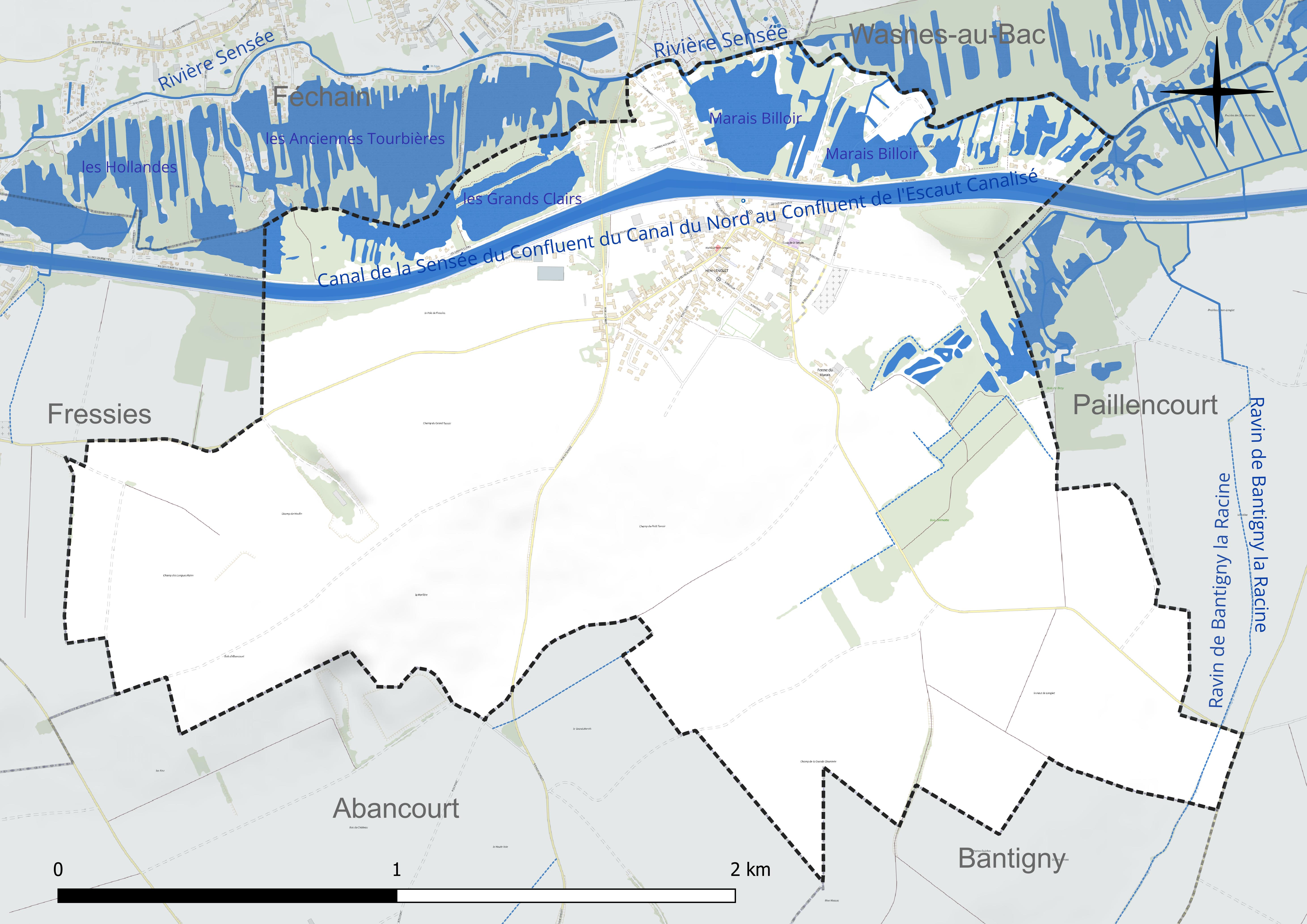
Réseau hydrographique de Hem-Lenglet.

Deux plans d'eau complètent le réseau hydrographique : le marais Billoir (8,2 ha) et les Grands Clairs, d'une superficie totale de 9,4 ha (8,1 ha sur la commune),.

#### Gestion et qualité des eaux
Le territoire communal est couvert par le schéma d'aménagement et de gestion des eaux (SAGE) « Sensée ». Ce document de planification concerne un territoire de 857 km2 de superficie, délimité par le bassin versant de la Sensée. Le périmètre a été arrêté le 14 janvier 2023 et le SAGE proprement dit a été approuvé le 21 février 2020. La structure porteuse de l'élaboration et de la mise en œuvre est le syndicat mixte Escaut et Affluents (SyMEA). 
La qualité des cours d'eau peut être consultée sur un site dédié géré par les agences de l'eau et l'Agence française pour la biodiversité. 

### Climat
Pour des articles plus généraux, voir Climat des Hauts-de-France et Climat du Nord.
En 2010, le climat de la commune est de type climat océanique dégradé des plaines du Centre et du Nord, selon une étude du CNRS s'appuyant sur une série de données couvrant la période 1971-2000. En 2020, Météo-France publie une typologie des climats de la France métropolitaine dans laquelle la commune est exposée à un climat océanique et est dans la région climatique  Nord-est du bassin Parisien, caractérisée par un ensoleillement médiocre, une pluviométrie moyenne régulièrement répartie au cours de l'année et un hiver froid (3 °C). 
Pour la période 1971-2000, la température annuelle moyenne est de 10,6 °C, avec une amplitude thermique annuelle de 14,9 °C. Le cumul annuel moyen de précipitations est de 698 mm, avec 11,9 jours de précipitations en janvier et 9 jours en juillet. Pour la période 1991-2020, la température moyenne annuelle observée sur la station météorologique la plus proche, située sur la commune de Douai à 16 km à vol d'oiseau, est de 11,0 °C et le cumul annuel moyen de précipitations est de 729,2 mm,. Pour l'avenir, les paramètres climatiques de la commune estimés pour 2050 selon différents scénarios d'émission de gaz à effet de serre sont consultables sur un site dédié publié par Météo-France en novembre 2022.

## Urbanisme

### Typologie
Au 1er janvier 2024, Hem-Lenglet est catégorisée bourg rural, selon la nouvelle grille communale de densité à sept niveaux définie par l'Insee en 2022.
Elle appartient à l'unité urbaine de Féchain, une agglomération intra-départementale regroupant trois  communes, dont elle est une commune de la banlieue,,. Par ailleurs la commune fait partie de l'aire d'attraction de Cambrai, dont elle est une commune de la couronne,. Cette aire, qui regroupe 64 communes, est catégorisée dans les aires de 50 000 à moins de 200 000 habitants,.

### Occupation des sols
L'occupation des sols de la commune, telle qu'elle ressort de la base de données européenne d'occupation biophysique des sols Corine Land Cover (CLC), est marquée par l'importance des territoires agricoles (76,4 % en 2018), une proportion identique à celle de 1990 (76,4 %). La répartition détaillée en 2018 est la suivante : 
terres arables (76,4 %), zones humides intérieures (10 %), zones urbanisées (6,4 %), eaux continentales (4,4 %), espaces verts artificialisés, non agricoles (2,7 %). L'évolution de l'occupation des sols de la commune et de ses infrastructures peut être observée sur les différentes représentations cartographiques du territoire : la carte de Cassini (XVIIIe siècle), la carte d'état-major (1820-1866) et les cartes ou photos aériennes de l'IGN pour la période actuelle (1950 à aujourd'hui).

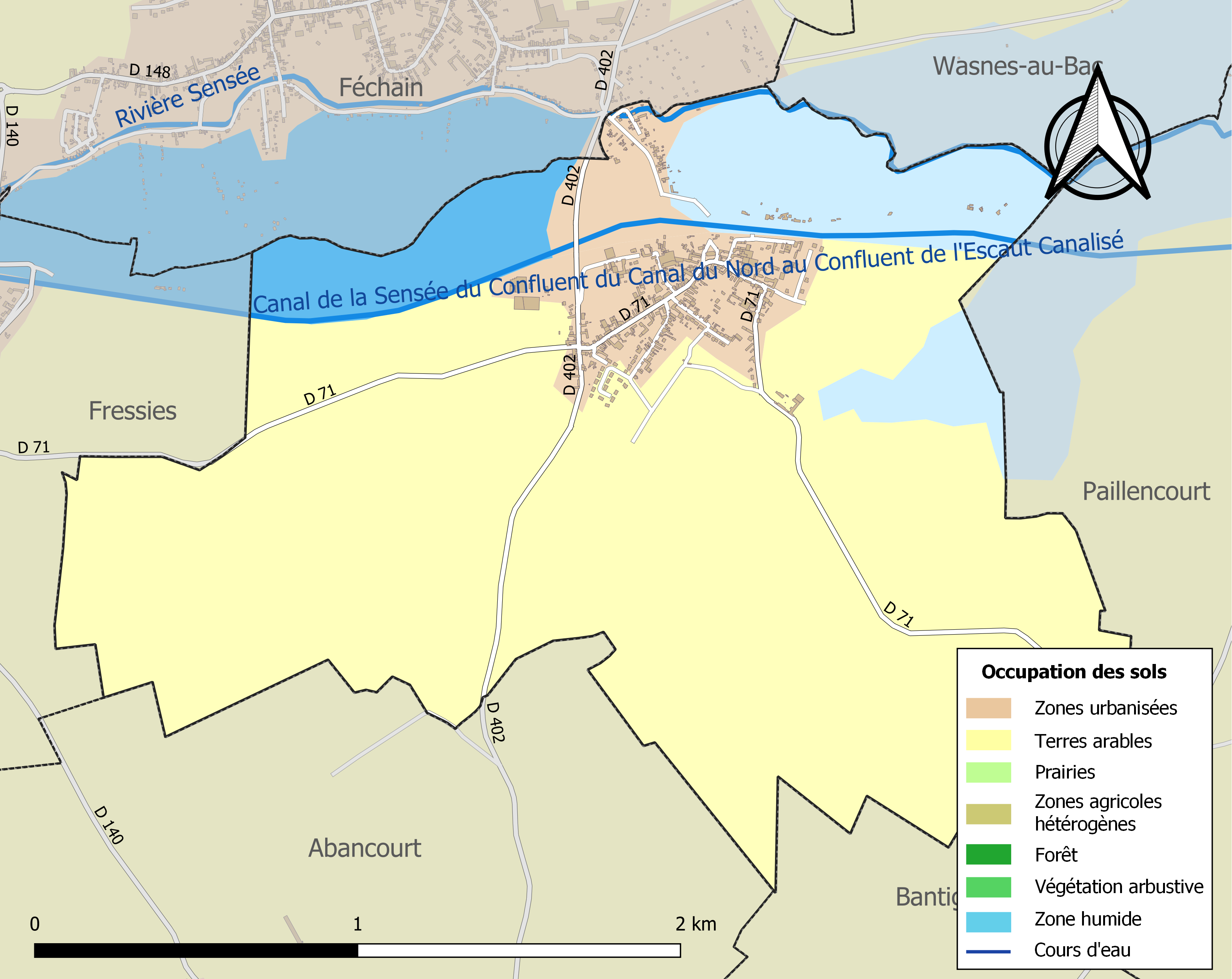
Carte des infrastructures et de l'occupation des sols de la commune en 2018 (CLC).

### Voies de communication et transports
La commune est reliée aux villages voisins par des routes départementales secondaires : CD 402, 71.
Le canal de la Sensée traverse le nord du territoire.
La route nationale 43, reliant Cambrai à Douai, est à 5 km d'Hem-Lenglet.
La rivière de la Sensée, au nord du village, prend sa source à Rémy-Haulcourt, à l'altitude 47.00 (NGF), dans le Pas-de-Calais et se jette dans l'Escaut à Bouchain. La Sensée forme une frontière entre Hem-Lenglet et Féchain. Elle est mitoyenne entre les arrondissements de Douai, de Valenciennes et de Cambrai.
À l'époque de Jules César, en 57 av. J.-C., il y avait un gué à l'emplacement actuel du petit pont de la Sensée. Un chemin reliait Cambrai à Tournai : c'est la voie romaine q, cette voie fut mise à jour lors de la construction de l'usine « la Salviam » et lors de la mise en place du pont, elle est actuellement remplacée par la D 402 entre le grand pont (canal de la Sensée) et le petit pont (rivière de la Sensée).
La commune est desservie par le réseau de transports urbains de la Communauté d'agglomération de Cambrai appelé TUC (Transports Urbains du Cambrésis), par la ligne 17,.

## Toponymie
Le village est mentionné dès 640, et à nouveau en 1307, sous le nom de Ham. On trouve également les noms Villa de Ham, Ham-en-Langlet ou Ham-en-Langlée, Hem-Lenglée, Hem-l'Engle, Enlangle. Le mot germanique hem ou ham désigne une habitation. Lenglet viendrait selon Boniface d'anglée, un « lieu terminé en pointe », une « portion de terre » (ou selon Mannier un « lieu resserré et étroit », angulosus locus) et explique ce nom par la situation du village dans un méandre de la Sensée. Mannier y voit plutôt le nom d'un homme. Des seigneurs de L'Anglée sont mentionnés dans les annales du Cambrésis.

## Histoire
1161 l'évêque Nicolas confirma un accord au sujet de la pêcherie, entre l'abbaye St-Aubert et le chapitre St Géry de Cambrai. Cet acte mentionne Gaubert, chevalier et maire d'Hem. La seigneurie appartint jusqu'à la Révolution au chapitre St Géry.
Au XIIe siècle une partie de Féchain appartenait à Hem.
1280 la pêcherie d'Hem-Lenglet est vendue par Mathieu, seigneur de Marque, à l'Abbaye de St Aubert. Le prévost de St Géry, Pierre de Neuvireuil, vend un domaine à l'Abbaye St Aubert. Ce domaine se serait nommé La Cense et aurait été situé à l'emplacement du vieux pont, alors qu'il n'y avait pas de canal. Mais là encore il n'y a pas de certitude. Ce domaine, La Cense, aurait été en bail à Claude Voisin, dit le Capitaine Lamour.
1518 le village s'appelait Hem-En-Langhelee émergeant du mot germanique : ham, terre ou prairie le long d'une rivière.
1596 Diégo Delcamp, nommé abbé de St Aubert par le pape Clément VIII, en opposition au vote des religieuses, vient prendre possession à l'autel d'Hem-En-Langhelee, n'ayant osé le faire dans l'Abbaye même (selon le manuscrit de la bibliothèque municipale de Cambrai).
1789 la seigneurie appartenait au chapitre St Géry.
Vers 1810 le canal de la Sensée fut creusé, il semblerait que des prisonniers anglais aient pris part à cette réalisation. À cette époque on remontait les terres à l'aide d'un panier porté sur le dos.
Un pont fut construit en face de la source Jules César, il permettait aux habitants du marais Billoir et des Pintes de la Nation de rejoindre le village.
 1908 les anciens élèves d'Hem-Lenglet se réunirent pour lancer la fanfare dont le seul survivant à ce jour demeure Monsieur Léon Décarpigny (drapeau de la musique en 1908). La bicyclette faisant son apparition, les ouvriers l'utilisèrent pour aller à la verrerie d'Aniche et à Usinor.
Depuis 1905 les salariés jouissaient du repos hebdomadaire, mais ils travaillaient encore 10 heures par jour et devenus vieux, ne touchaient qu'une très maigre retraite (à partir de 1911).

## Héraldique
|  | Les armes de Hem-Lenglet se blasonnent ainsi : D'azur à un écusson d'argent en abîme, et une bande engrêlé de gueules brochant en bande sur le tout. |

Les Armoiries d'Hem-Lenglet sont celles de "la famille de Wingles qui tenait la mairie héréditaire du village, possession du chapitre de St Géry de Cambrai". Elles sont d'azur à un écusson d'argent en abîme, et un bâton engrêlé de gueules brochant en bande sur le tout.
abîme = centre, cœur de l'écu
bâton = bande, barre
engrêlé = bordé de petites dentelures dont les côtés s'arrondissent légèrement
brochant = passant sur
bande = diagonale

## Politique et administration
Maire de 1802 à 1807 : Ch. J. Dupire,.

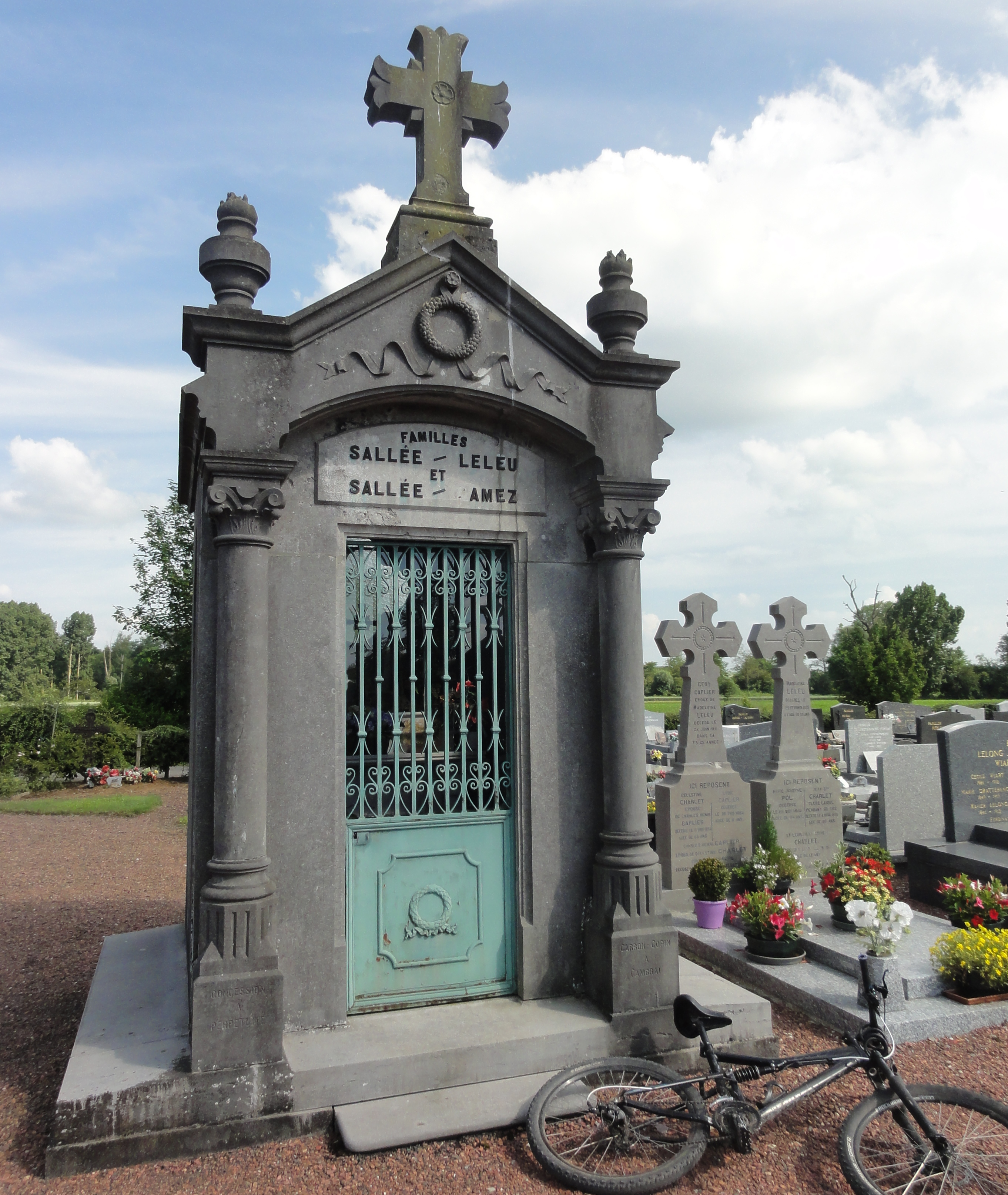
Tombe de Joseph Sallée dans le cimetière communal.

| Identité                                              | Période   | Période   | Durée  | Étiquette |
| Identité                                              | Début     | Fin       | Durée  | Étiquette |
| ----------------------------------------------------- | --------- | --------- | ------ | --------- |
| Hugues Verriez (d)                                    | mars 2001 | mars 2008 | 7 ans  |           |
| Yvette Blanchard-Roussez (d) (née le 10 janvier 1960) | mars 2008 | En cours  | 17 ans |           |
| Joseph Sallée (d)                                     |           |           |        |           |

## Population et société

### Démographie

#### Évolution démographique
L'évolution du nombre d'habitants est connue à travers les recensements de la population effectués dans la commune depuis 1793. Pour les communes de moins de 10 000 habitants, une enquête de recensement portant sur toute la population est réalisée tous les cinq ans, les populations de référence des années intermédiaires étant quant à elles estimées par interpolation ou extrapolation. Pour la commune, le premier recensement exhaustif entrant dans le cadre du nouveau dispositif a été réalisé en 2004.

En 2022, la commune comptait 552 habitants, en évolution de −3,83 % par rapport à 2016 (Nord : +0,51 %, France hors Mayotte : +2,11 %).
| 1793 | 1800 | 1806 | 1821 | 1831 | 1836 | 1841 | 1846 | 1851 |
| ---- | ---- | ---- | ---- | ---- | ---- | ---- | ---- | ---- |
| 541  | 571  | 678  | 675  | 682  | 738  | 773  | 752  | 704  |

| 1856 | 1861 | 1866 | 1872 | 1876 | 1881 | 1886 | 1891 | 1896 |
| ---- | ---- | ---- | ---- | ---- | ---- | ---- | ---- | ---- |
| 700  | 734  | 800  | 782  | 731  | 747  | 760  | 727  | 702  |

| 1901 | 1906 | 1911 | 1921 | 1926 | 1931 | 1936 | 1946 | 1954 |
| ---- | ---- | ---- | ---- | ---- | ---- | ---- | ---- | ---- |
| 685  | 642  | 634  | 496  | 505  | 487  | 470  | 509  | 520  |

| 1962 | 1968 | 1975 | 1982 | 1990 | 1999 | 2004 | 2006 | 2009 |
| ---- | ---- | ---- | ---- | ---- | ---- | ---- | ---- | ---- |
| 555  | 577  | 556  | 466  | 462  | 470  | 505  | 509  | 560  |

| 2014 | 2019 | 2022 | - | - | - | - | - | - |
| ---- | ---- | ---- | - | - | - | - | - | - |
| 576  | 548  | 552  | - | - | - | - | - | - |

#### Pyramide des âges
La population de la commune est relativement jeune.
En 2018, le taux de personnes d'un âge inférieur à 30 ans s'élève à 32,3 %, soit en dessous de la moyenne départementale (39,5 %). À l'inverse, le taux de personnes d'âge supérieur à 60 ans est de 27,9 % la même année, alors qu'il est de 22,5 % au niveau départemental.
En 2018, la commune comptait 281 hommes pour 276 femmes, soit un taux de 50,45 % d'hommes, largement supérieur au taux départemental (48,23 %).
Les pyramides des âges de la commune et du département s'établissent comme suit.
| Hommes | Classe d’âge | Femmes |
| ------ | ------------ | ------ |
| 0,4    | 90 ou +      | 1,8    |
| 5,8    | 75-89 ans    | 5,9    |
| 21,4   | 60-74 ans    | 20,6   |
| 21,4   | 45-59 ans    | 22,4   |
| 16,3   | 30-44 ans    | 19,5   |
| 18,1   | 15-29 ans    | 14,7   |
| 16,7   | 0-14 ans     | 15,1   |

| Hommes | Classe d’âge | Femmes |
| ------ | ------------ | ------ |
| 0,5    | 90 ou +      | 1,4    |
| 5,3    | 75-89 ans    | 8,1    |
| 14,8   | 60-74 ans    | 16,2   |
| 19,1   | 45-59 ans    | 18,4   |
| 19,5   | 30-44 ans    | 18,7   |
| 20,7   | 15-29 ans    | 19,1   |
| 20,2   | 0-14 ans     | 18     |

## Lieux et monuments
Pigeonnier sur porche de la cense (ferme) du Marais, dit aussi cense du cabaret.
La ferme du Marais apparaît pour la 1re fois sur le plan cadastral de 1825, on l'appelait également à cette époque ferme du "Cabaret" car il y avait autrefois un cabaret devant la ferme (plan cadastral de 1825). Elle est aussi imposante qu'une ferme picarde ; elle en diffère cependant par le fait qu'un des côtés est ouvert. Hem-Lenglet est à la limite de l'aire d'extension de la ferme picarde. Elle fut achetée en 1839 par la famille Tribou au comte Baudouin d'Alsace.
Lieudit la "Fontaine Jules César". Selon la légende, le sabot du cheval de Jules César aurait fait jaillir une source.
Un monastère se trouvait à l'Anglet, l'évangélisation du village fut prêchée par les moines.
L'église d'Hem-Lenglet fut bâtie en 1601, rénovée en 1752 et réparée en 1813. La partie la plus ancienne est constituée par les fonts baptismaux en pierre noire qui datent de 1601. Elle fut placée sous la protection de saint Géry.
Le clocher : En août 1858 la réparation du clocher est à l'ordre du jour au conseil municipal.
En 1907, le 7 avril, la foudre tomba sur le clocher et le détruisit complètement. Une photographie de l'église avant 1914 ou peut-être même 1907 montre un clocher élancé à six ou huit faces. Le cimetière qui daterait de 1794, était attenant à l'église, il fut également endommagé par la foudre ; son portail se trouvait au milieu, il paraît étroit et haut.
Le clocher fut reconstruit entre 1914 et 1916. Une série de photographies allemandes de 1916 le montrent également modifié, avec 4 facettes, il est plus massif et moins élancé que par le passé. Chacune des facettes comporte une lucarne avec vitraux appelée clocheton. Une autre photographie de 1915 indique le nouveau clocher.
Le cimetière : il existe à l'emplacement actuel depuis au moins 1916 : photos allemandes 1916 : Französischer-Leichenzug → Funérailles de Melle Catherine Dufour. Sa création daterait de 1902 avec Melle Massin comme 1re enterrée. C'est lors de son inauguration qu'un cortège fut organisé dans les rues du village : des groupes d'hommes déguisés sur des chevaux (2 photos ont pu être retrouvées : des Gaulois et des Allemands avec le casque pointu, on a parlé de 1907).
Pendant l'occupation allemande l'église servait d'infirmerie, un document montre une croix sur le toit de l'édifice versant nord. Les opérations chirurgicales étaient réalisées dans l'école des filles.
En 1918 l'église fut bombardée lors du recul des armées allemandes ; les dégâts furent importants comme le témoignent les photos prises à l'époque. Les reliques furent égarées.
Après la Première Guerre mondiale l'église a été reconstruite dans le même style. Les cloches furent remplacées après la tourmente:
- la première du poids de douze cents kilos s'appelle Flora-Gustave- Joseph ;
- la seconde: Marie-Josèphe-Albertine-Françoise.
- la troisième du poids de deux cents kilos fut offerte par les Anglais à Mr Lebbe alors curé de la paroisse. Par ce cadeau, ils ont voulu payer leur dette de reconnaissance à notre ancien pasteur qui avait sauvé sept soldats anglais. Venant de Craydon-London, elle n'a jamais pu être accordée avec les autres.

Entre les deux guerres le cimetière autour de l'église laisse place à une sorte de jardin, la grille est plus massive et a changé de place. La croix a été remplacée au sommet du clocher par une girouette.

## Pour approfondir